# John Lapli
John Lapli (1955-18 de enero de 2025) fue un político salomonense.  Fue Gobernador general de las Islas Salomón desde el 7 de julio de 1999 hasta el 7 de julio de 2004. 

## Carrera
Fue hecho prisionero durante un golpe de Estado en 2000, siendo liberado pocos días después al prometer el gobierno dimitir en pleno. En 2004 Lapli no consiguió la reelección como gobernador, al ser apoyado tan solo por seis diputados de los 41 votos en el Parlamento Nacional. Es sacerdote de la Iglesia de la Provincia de Melanesia.